# Bufjorden
Bufjorden er en lille fjord i Grimstad kommune mellem byerne Grimstad og Lillesand i Agder fylke i Norge. Fjorden har indløb nord for Bjorøya og går mod sydvest på nordsiden af landsbyen Homborsund. Fjorden er cirka 5 km lang og har to små sidefjorde som går mod nord. Den længste af disse er Strandfjorden som har en længde på 2,5 km. Inderst i denne munder Reddalskanalen ud. Den anden hedder Nørholmskilen og er cirka 1,5 km lang. Den inderste del af Bufjorden hedder Engekilen. Indløbet til Engekilen er specielt smal, kun cirka 5 meter og sundet bliver krydset af en lille bro som bærer fylkesvei 37.